# Французская Дагомея
Дагомея (фр. Dahomey) — бывшая французская колония в составе Французской Западной Африки.
Французская колония Дагомея была образована в 1904 году на территории исторической Дагомеи.
После Второй мировой войны Четвёртая французская республика начала расширять политические права своих колоний, Французская Западная Африка вошла во Французский Союз. Когда в 1958 году образовалась Пятая французская республика, Французский Союз был преобразован во Французское сообщество, и Французская Западная Африка формально прекратила своё существование. На входивших в её состав территориях были проведены референдумы, и 11 декабря 1958 года из колонии Дагомея была создана самоуправляемая, затем независимая Республика Дагомея, ныне Бенин.